# Движение на българските майки (фондация)
Фондация „Движение на българските майки“ е организация с нестопанска цел в България за обществено-полезна дейност, занимаваща се предимно с подпомагане на децата в детските домове в страната.
Регистрирана е на 1 февруари 2005 г. по фирмено дело 843/2005.

## Дейност
Доброволките от фондация „Движение на българските майки“ целогодишно събират дарения под формата на детски дрехи, обувки и играчки, отговарящи на условието „чисти и здрави“. Приемат също така и детски храни, учебни пособия, както и парични средства, с които се закупуват пелени за еднократна употреба. Събраните и закупени материали се дават на различни детски домове в България – според техните нужди, отглеждащи и възпитаващи деца от 0 до 18 години, включително и домове за деца с физически увреждания и умствена изостаналост.
„Движение на българските майки“ провежда регулярни акции (извън базарите) в полза на редица домове и социални институции, включващи изработка и събиране на мартеници за 1 март; събиране на учебни пособия и материали за началото на учебната година; събиране на средства за памперси за домовете за бебета;
Всяка година фондацията провежда два благотворителни базара – Великденски и Коледен. Доброволци от цяла България се включват напълно безвъзмездно в изработването на сувенири, картички и подаръци. Средствата от разпродажбата им се разпределят за спешни нужди в различни домове и институции за деца лишени от родителска грижа.